# Queanbeyan
Queanbeyan es una ciudad de la región sudoriental del estado de Nueva Gales del Sur, Australia, situada junto al Territorio de la Capital Australiana. Situada a orillas del río Queanbeyan, la ciudad es la sede del Consejo Regional de Queanbeyan-Palerang. En el censo de 2021, la parte de Queanbeyan del área urbanizada de Canberra-Queanbeyan tenía una población de 37 511 habitantes.
La economía de Queanbeyan se basa en la construcción ligera, la industria manufacturera, los servicios, el comercio minorista y la agricultura. Canberra, la capital de Australia, se encuentra a 15 kilómetros al oeste, y Queanbeyan es una ciudad de cercanías. La palabra Queanbeyan es el anglicismo de Quinbean, palabra aborigen que significa "aguas claras".

## Historia
Los primeros habitantes de Queanbeyan fueron los ngambri de la nación Walgalu.
La ciudad creció a partir de una ocupación de Timothy Beard, ex presidiario y tabernero, a orillas del río Molonglo, en lo que hoy es Oaks Estate. El núcleo urbano de Queanbeyan está situado en el río Queanbeyan, afluente del Molonglo, a unos 1,4 km al sur-sureste de Oaks Estate.

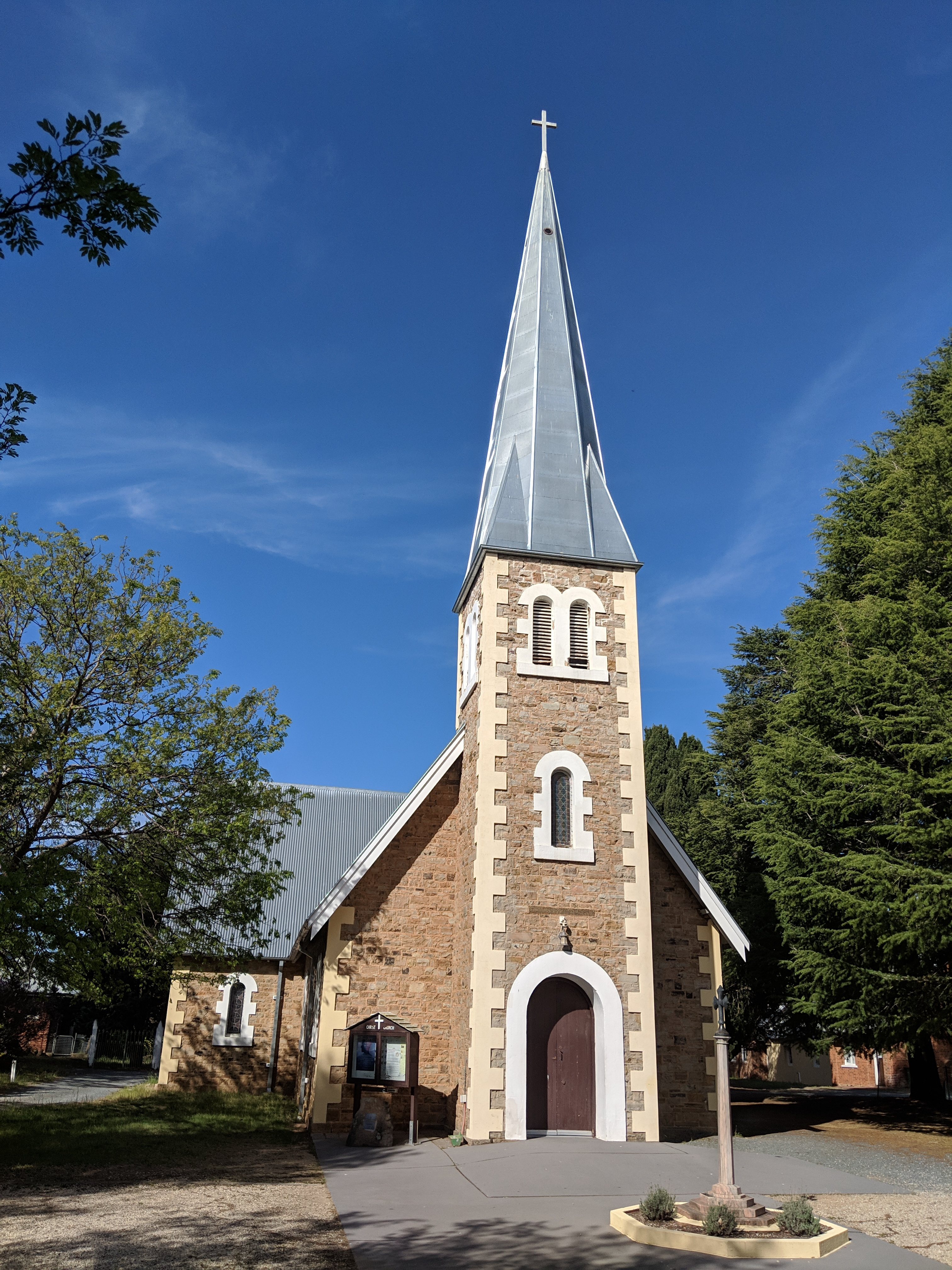
Christ Church

Queanbeyan fue proclamado oficialmente municipio en 1838, cuando su población rondaba los 50 habitantes. La parroquia local también se conocía con ese nombre y, más tarde, el miembro del electorado de Queanbeyan ocupó un escaño en la asamblea legislativa de la colonia de Nueva Gales del Sur. El 28 de noviembre de 1837, el Secretario Colonial anunció el nombramiento del capitán Alured Tasker Faunce como magistrado de policía residente en Queanbeyan. Su residencia, llamada Dodsworth, estaba situada a orillas del río Queanbeyan, frente a la ciudad. El plano de la ciudad fue trazado por el topógrafo James Larmer en 1838.
En 1851 se descubrieron vestigios de oro y también florecieron brevemente minas de plomo y plata. Los colonos sufrieron el acoso de los buscavidas, entre los que destacan James Shaw, William Millet, John Rueben, John Tennant, Jacky Jacky, Frank Gardiner y Ben Hall. En 1836 se estableció una oficina de correos.
Queanbeyan se convirtió en un distrito productor de productos primarios cada vez más próspero, y fue proclamado municipio en febrero de 1885, incorporando una superficie de 5700 acres (23 km2). El ferrocarril llegó a la estación de Queanbeyan en 1887 y se convirtió en el nudo de las líneas que iban a Canberra y Bombala. La ciudad cuenta con el servicio NSW TrainLink Xplorer, tres veces al día, entre Canberra y Sydney.
Queanbeyan obtuvo el estatus de ciudad el 7 de julio de 1972.

## Clima
| Parámetros climáticos promedio de Queanbeyan Bowling Club (1909–1956, rainfall 1870–2019); 580 m AMSL | Parámetros climáticos promedio de Queanbeyan Bowling Club (1909–1956, rainfall 1870–2019); 580 m AMSL | Parámetros climáticos promedio de Queanbeyan Bowling Club (1909–1956, rainfall 1870–2019); 580 m AMSL | Parámetros climáticos promedio de Queanbeyan Bowling Club (1909–1956, rainfall 1870–2019); 580 m AMSL | Parámetros climáticos promedio de Queanbeyan Bowling Club (1909–1956, rainfall 1870–2019); 580 m AMSL | Parámetros climáticos promedio de Queanbeyan Bowling Club (1909–1956, rainfall 1870–2019); 580 m AMSL | Parámetros climáticos promedio de Queanbeyan Bowling Club (1909–1956, rainfall 1870–2019); 580 m AMSL | Parámetros climáticos promedio de Queanbeyan Bowling Club (1909–1956, rainfall 1870–2019); 580 m AMSL | Parámetros climáticos promedio de Queanbeyan Bowling Club (1909–1956, rainfall 1870–2019); 580 m AMSL | Parámetros climáticos promedio de Queanbeyan Bowling Club (1909–1956, rainfall 1870–2019); 580 m AMSL | Parámetros climáticos promedio de Queanbeyan Bowling Club (1909–1956, rainfall 1870–2019); 580 m AMSL | Parámetros climáticos promedio de Queanbeyan Bowling Club (1909–1956, rainfall 1870–2019); 580 m AMSL | Parámetros climáticos promedio de Queanbeyan Bowling Club (1909–1956, rainfall 1870–2019); 580 m AMSL | Parámetros climáticos promedio de Queanbeyan Bowling Club (1909–1956, rainfall 1870–2019); 580 m AMSL |
| Mes                                                                                                   | Ene.                                                                                                  | Feb.                                                                                                  | Mar.                                                                                                  | Abr.                                                                                                  | May.                                                                                                  | Jun.                                                                                                  | Jul.                                                                                                  | Ago.                                                                                                  | Sep.                                                                                                  | Oct.                                                                                                  | Nov.                                                                                                  | Dic.                                                                                                  | Anual                                                                                                 |
| --- | --- | --- | --- | --- | --- | --- | --- | --- | --- | --- | --- | --- | --- |
| Temp. máx. media (°C)                                                                                 | 29.0                                                                                                  | 28.5                                                                                                  | 25.6                                                                                                  | 20.6                                                                                                  | 15.9                                                                                                  | 12.5                                                                                                  | 11.8                                                                                                  | 13.7                                                                                                  | 17.3                                                                                                  | 20.7                                                                                                  | 24.4                                                                                                  | 27.6                                                                                                  | 20.6                                                                                                  |
| Temp. mín. media (°C)                                                                                 | 12.7                                                                                                  | 12.9                                                                                                  | 10.7                                                                                                  | 6.6                                                                                                   | 3.3                                                                                                   | 0.9                                                                                                   | -0.2                                                                                                  | 0.9                                                                                                   | 3.3                                                                                                   | 6.0                                                                                                   | 8.9                                                                                                   | 11.4                                                                                                  | 6.5                                                                                                   |
| Lluvias (mm)                                                                                          | 55.3                                                                                                  | 51.5                                                                                                  | 51.2                                                                                                  | 43.8                                                                                                  | 42.9                                                                                                  | 44.4                                                                                                  | 39.2                                                                                                  | 43.9                                                                                                  | 47.7                                                                                                  | 59.0                                                                                                  | 58.9                                                                                                  | 56.0                                                                                                  | 593.8                                                                                                 |
| Días de lluvias (≥ 1.0 mm)                                                                            | 4.7                                                                                                   | 4.4                                                                                                   | 4.3                                                                                                   | 4.3                                                                                                   | 4.5                                                                                                   | 5.5                                                                                                   | 5.4                                                                                                   | 6.0                                                                                                   | 6.2                                                                                                   | 6.6                                                                                                   | 6.1                                                                                                   | 5.3                                                                                                   | 63.3                                                                                                  |
| Fuente: Bureau de Meteorología (1909–1956 temperatures, rainfall 1870-2019)                           | | | | | | | | | | | | | |